# Gouverneursbuurt
De Gouverneursbuurt was een wijk met noodwoningen die direct na het Tweede Wereldoorlog in het zuiden van de Nederlandse stad Nijmegen werd aangelegd. De noodwijk heeft ongeveer 20 jaar bestaan. In deze en enkele andere geïmproviseerde noodwijken werden bewoners uit de door de oorlog onbewoonbaar geworden Nijmeegse binnenstad tijdelijk opgevangen. 
De Gouverneursbuurt lag als een driehoek ingeklemd tussen in het noorden de Groenewoudseweg, in het oosten een stuk weg wat destijds bij de Driehuizerweg hoorde, en in het westen de Spoorlijn Nijmegen - Venlo. Op de plek waar de noodwijk lag, is vanaf de jaren 60 de wijk Groenewoud verrezen.

## Geschiedenis

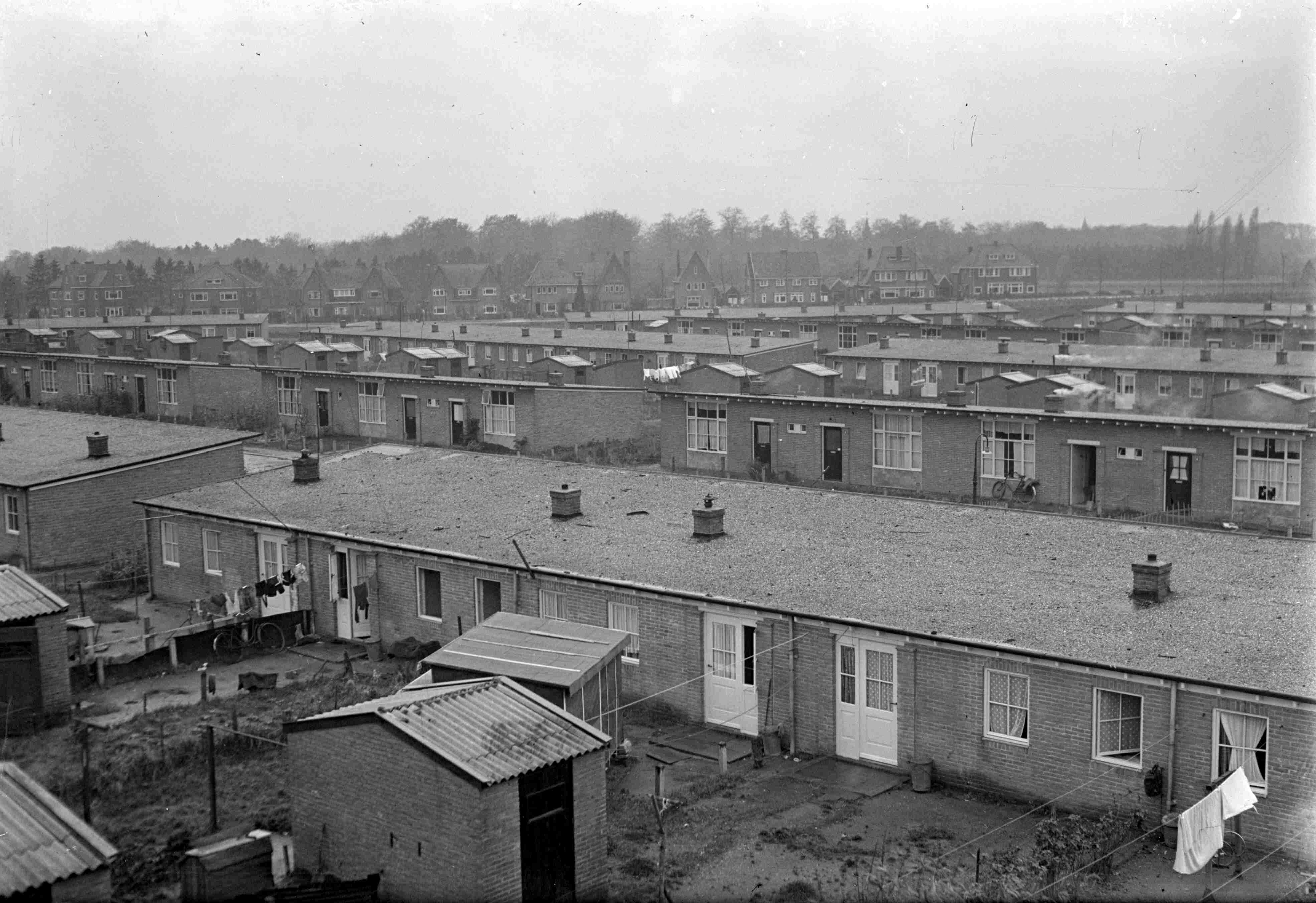
De pas aangelegde buurt in 1950

Tijdens de oorlogsjaren was een groot deel van de binnenstad van Nijmegen door alle verwoestingen onleefbaar geworden (zie ook Geschiedenis van Nijmegen#Tweede Wereldoorlog). In de buitenwijken van de stad werden daarom rond 1946-1947 in snel tempo enkele wijken met geïmproviseerde en zeer primitieve noodwoningen aangelegd, waaronder de Gouverneursbuurt aan de Driehuizerweg. In deze buurt werden de noodwoninkjes gemaakt van baksteen, in de andere noodbuurten was dat niet zo. Desondanks was de kwaliteit van leven in de Gouverneursbuurt niet duidelijk beter.
De Gouverneursbuurt telde 250 gezinswoningen, verdeeld over acht kleine straatjes: de Pieter Bothstraat, de Van de Capellestraat, de Jan Pieterszoon Coenstraat, de Daendelsstraat, de Van Diemenstraat, de Mr. Pieter Meijerstraat, de Van Riebeeckstraat en de Rooseboomstraat. 
De buurt dankte haar naam aan het feit dat elk van deze straten was vernoemd naar een gouverneur-generaal van Nederlands-Indië. De Gouverneursbuurt wordt hierom ook wel betiteld als een van de drie "Indische buurten" van Nijmegen (naast de Indische Buurt en de in 2015 gebouwde wijk Batavia).
De leefomstandigheden in de Gouverneursbuurt gingen al vrij snel achteruit. De wat rijkere bewoners verlieten de buurt al snel weer, de achtergebleven armeren hadden vaak financiële problemen en raakten in een sociaal isolement.
De Gouverneursbuurt is omstreeks 1967 weer geheel afgebroken. Ook het typische stratenpatroon van de noodwijk bleef hierna niet lang bestaan. Omstreeks deze tijd en daarna is op deze plek de nieuwe wijk Groenewoud ontwikkeld. Ook werd het stratenplan in dit hele stuk van Nijmegen vrij drastisch gewijzigd.

## Vernoeming
In 2009 bouwde de Stichting Studenten Huisvesting Nijmegen aan de Professor Bellefroidstraat (waar een deel van de noodbuurt had gestaan) een nieuw complex met de naam Gouverneur (in 2016 gewijzigd in De Gouverneur).

## Varia
- De wijk had als bijnaam "Buchenwald".[1]